# Dead Can Dance
A Dead Can Dance egy stílusilag nehezen besorolható zenekar Ausztráliából, Melbourne-ből. Két állandó tagja Lisa Gerrard és Brendan Perry volt, ám őket általában több vendégzenész segítette mind koncerteken, mind lemezfelvételekkor. Különlegességüket az adja, hogy mediterrán, afrikai, kelta, középkori, és reneszánsz hatások egyaránt jelentős súllyal fedezhetőek fel alkotásaikban. Zenéjüket számos filmben használták fel aláfestésnek, ezek közül az egyik legismertebb a Baraka.

## Történet

### 1981–1998
A zenekart 1981-ben Brendan Perry alapította Simon Monroeval és Paul Eriksonnal, majd néhány hónappal később Lisa Gerrard is csatlakozott ütősként és háttérénekesként. Melbourneben azonban nem voltak kifejezetten sikeresek, és mert Ausztráliában akkoriban az underground zenei színtér nem volt elég nagy a nagy álmokat dédelgető zenészeknek, Simon Monroe dobos nélkül 1982 tavaszán Londonba költöztek. Az első siker nem sokat váratott magára, Ivo Watts-Russell a 4AD kiadótól felfigyelt a demójukra, és egy egy lemezre szóló szerződést ajánlott nekik. Az együttműködés aztán később is megmaradt, és az 1998-ig megjelent mind a hét Dead Can Dance sorlemezt a 4AD adta ki. 1989-ben Lisa Gerrard Ausztráliába, Brendan Perry pedig Írországba költözött, ám ez a közös munkát lényegében nem akadályozta. Bár fennállásuk alatt jelentős sikereket értek el, végül zenei nézetkülönbségek miatt 1998-ban feloszlottak.

### Újraalakulások
Először 2005-ben alakultak újra egy világ körüli turné, majd pedig 2011-ben egy új lemez (Anastasis) és egy újabb világ körüli turné erejéig.
A zenekar 2016 novemberének elején kiadta "Eleusis" c. számát, hogy támogassa a görög város 2021-ben esedékes, "Európa Kulturális Fővárosa" címéért való jelentkezését (amit többedmagával meg is nyert a város). A hangszerelés az Anastasis c. lemezük szellemében valósult meg; nem véletlenül választották talán Eleusis-t, zenéjükre eddig is nagy hatással voltak a görög zenei, történelmi és kulturális elemek.

## Kiadványok

### Nagylemezek
- Dead Can Dance (1984)
- Spleen and Ideal (1985)
- Within the Realm of a Dying Sun (1987)
- The Serpent's Egg (1988)
- Aion (1990)
- Into the Labyrinth (1993)
- Spiritchaser (1996)
- Anastasis (2012)
- Dionysus (2018)

### Koncertlemezek
- Toward the Within (1994)
- Live Happening 1-5 (2012)
- In Concert (2013)

### Válogatások
- A Passage in Time (1991)
- Dead Can Dance (1981–1998) (2001)
- Wake (2003)
- Memento (2005)

### Mozgóképek
- Toward the within (1994, 2004)